# Lutetia

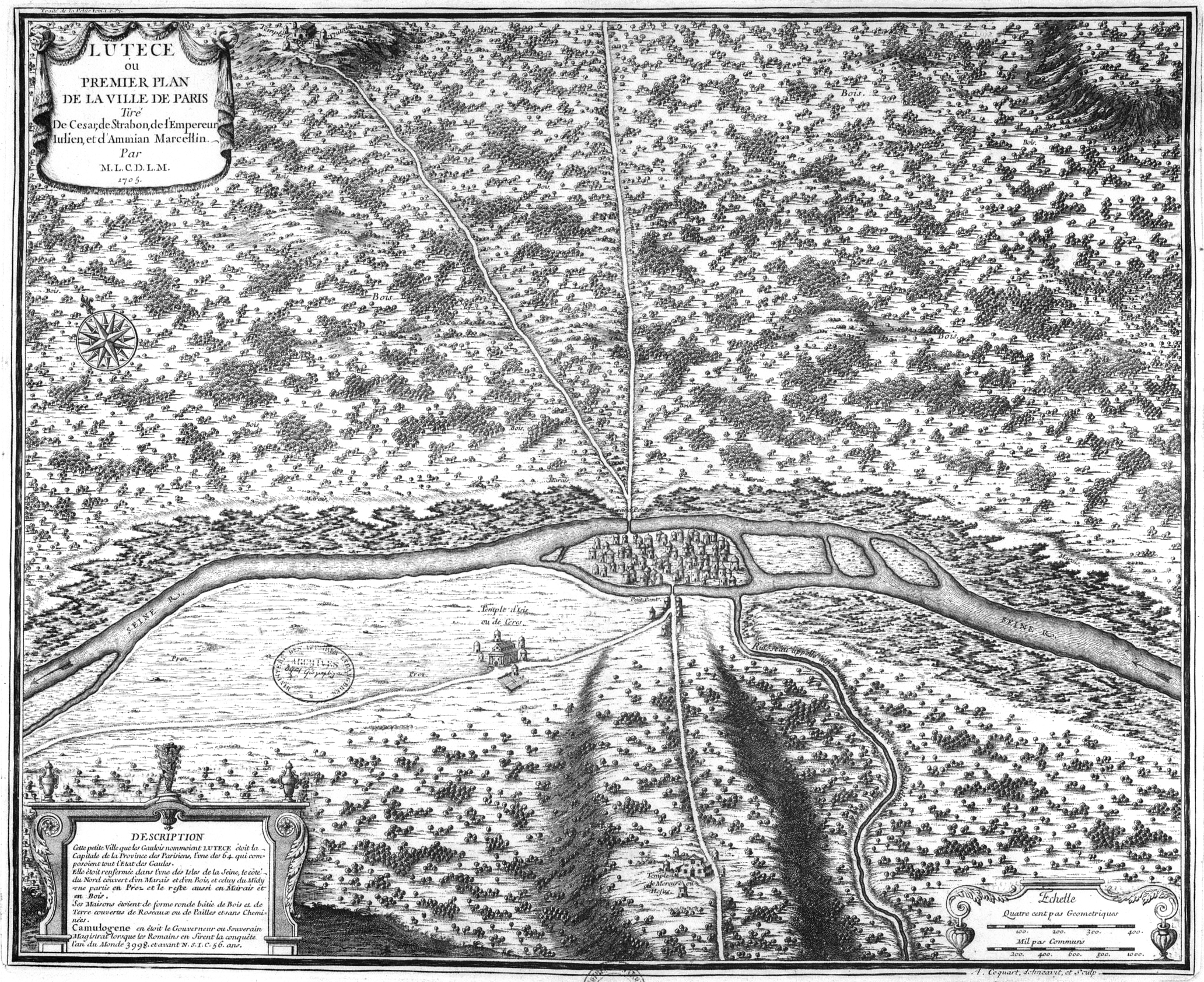
První plán města Paříže na základě zpráv Caesara, Strabóna, císaře Juliána a Ammiana Marcellina. Hypotetická mapa starověké Lutetie z roku 1705.

Lutetia (francouzsky Lutèce), též Lutetia Parisiorum (Lutetia Parisiů) je latinský název, který používali Římané pro keltské oppidum a posléze římské město, které se nacházelo na území dnešní Paříže a bylo jejím předchůdcem.

## Název
Termín je doložen v řečtině jako Λoυκoτοκίαν (Strabón), Λευκοτεκία (Ptolemaios) a v 1. století př. n. l. v latinském tvaru Lutetia. Teorie francouzských lingvistů Alberta Dauzata (1877–1955) a Charlese Rostainga (1904–1999) vychází z keltského slova „lut“ (bažina), což je ekvivalentem latinského „lutum“ (bahno).
Také tvary luto- nebo luteuo- (v gaelštině loth, bažina, bretonsky loudour, špinavý) se nacházejí v názvech francouzských obcí Ludesse a Lodève (Luteua), Lutitia (Německo) nebo Lutudarum (Velká Británie, Derbyshire).
Nicméně současný vědec Pierre-Yves Lambert zastává názor, že název byl odvozen od tvaru galského „lucot“ (myš) (viz bretonsky logod nebo irsky luch).
Kolem roku 300 n. l. byla Lutetia přejmenována na Paříž zkrácením latinského „civitas Parisiorum“ neboli „město Parisiů“ podle galského kmene, který zde žil od 3. století př. n. l. Proto se v historiografii pro Paříž před tímto obdobím používá výraz Lutetia.

## Historie
Galský kmen Parisiů se na ostrově usadil ve 3. století př. n. l. a obyvatelé se živili obchodováním po řece. Z 1. století př. n. l. se dochovaly i zlaté mince (statéry), které Parisiové razili.
První písemná zmínka o Lutetii je připisována Juliu Caesarovi, který si v roce 53 př. n. l. poznamenal ve svých Zápiskách a válce galské, že „je to oppidum Parisiů, které se nachází na ostrově v řece Seině“:
| „                                       | Id est oppidum Parisiorum, quod positum est in insula fluminis Sequanae | “ |
| — Julius Caesar, Zápisky o válce galské |                                                                         |   |

Julius Caesar si v roce 53 př. n. l. vybral Lutetii jako základnu k tažení proti vzbouřeným sousedním kmenům. Do povstání se však zapojili i Parisiové. V květnu 52 př. n. l. proběhla u Lutetie bitva, ve které zvítězil Caesarův vojevůdce Titus Labienus nad galskými kmeny Aulerků, Senonů a Parisiů. Galové raději zničili mosty a vypálili své vlastní město nežli by jej přenechali Římanům. Vypálení galské Lutetie umožnilo Římanům dát městu svůj tradiční pravidelný půdorys.
Poslední archeologické objevy výrazně narušily tradiční umístění galské Lutetie. Objev velkého opevněného prostoru (15 hektarů) na území dnešního města Nanterre v Hauts-de-Seine, 11 km od centra Paříže, zpochybňuje význam hlavního osídlení na ostrově Cité před římskou nadvládou.
Ve 3. století se do města rozšířilo křesťanství. Kolem roku 250 byl umučen první biskup svatý Diviš. Byl jedním ze sedmi biskupů v Galii prohlášených za svatého. Podle legendy jej pohané popravili na Montmartru. Sv. Diviš vzal poté hlavu do rukou a odešel na sever, kde v Saint-Denis vznikla bazilika Saint-Denis. Sv. Diviš se stal jedním z patronů Paříže i Francie.
V letech 275 nebo 276 na město z levého břehu pravděpodobně zaútočili Germáni. V letech 291-292 panovala obzvláště mrazivá zima a Seina zamrzla. Jedná se o vůbec nejstarší zprávu tohoto typu.
Římské město na levém břehu zaniklo během stěhování národů ve 2. polovině 3. století při útocích barbarských národů a osídlení Paříže, jak se město začalo nazývat, se v raném středověku omezilo převážně na lépe zabezpečený ostrov Cité.

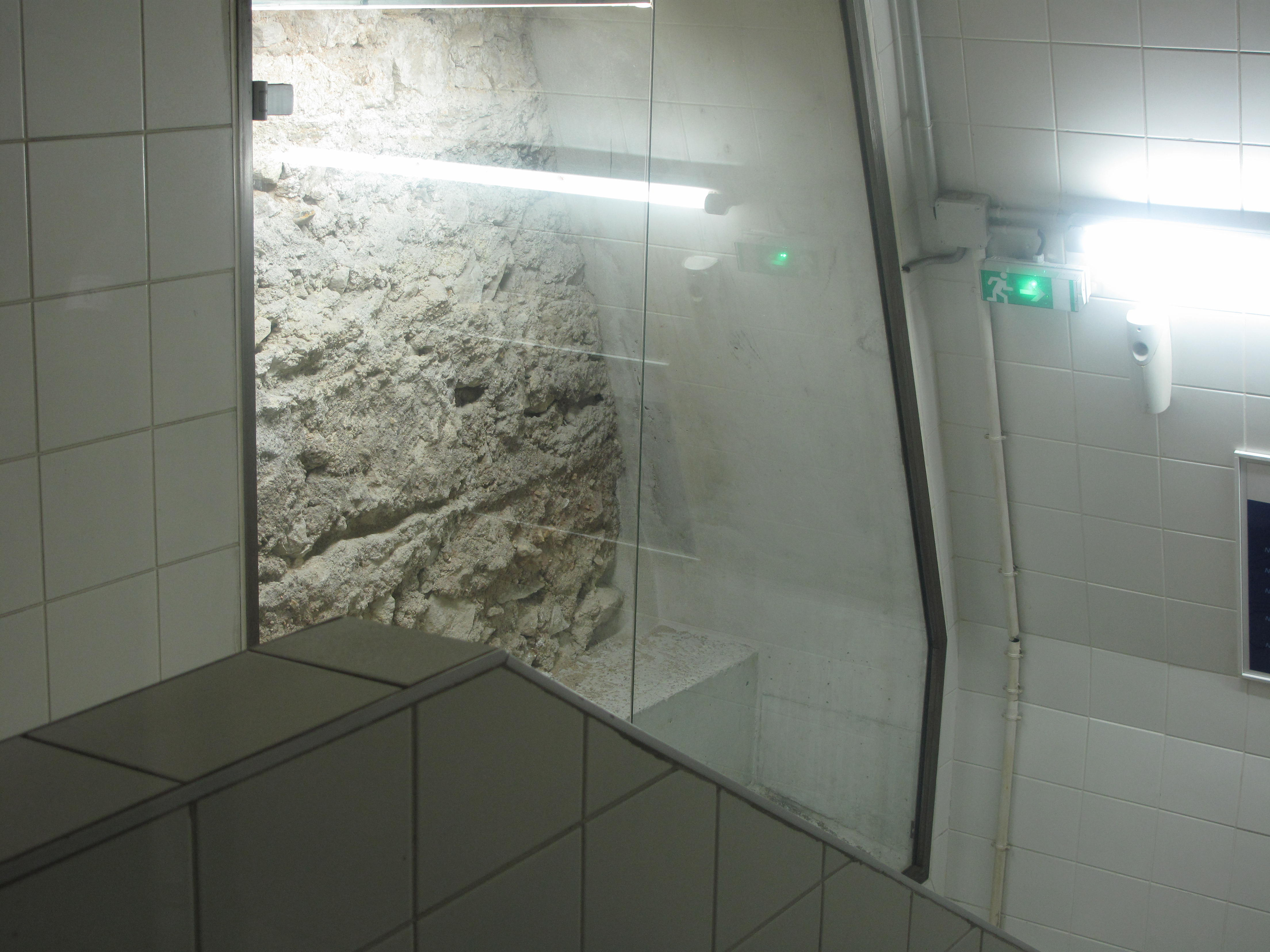
Pozůstatek antické zdi pod Boulevardem Saint-Michel

## Urbanismus
Po dobytí vzniklo v 1. století město postavené na levém břehu řeky Seiny na vrcholku kopce Sainte-Geneviève. Pravděpodobně se rozkládalo zhruba od dnešního Boulevardu Saint-Germain k Val-de-Grâce a od ulice Rue Descartes k Lucemburské zahradě a měl v rámci systému organizovaného plánu kolmé ulice. Hlavní severojižní osa města tzv. cardo maximus se nacházela na stávajících ulicích Rue Saint-Jacques, Rue du Faubourg Saint-Jacques a Rue de la Tombe Issoire a vedla směrem na Orléans.
Centrum římského města - fórum bylo vybudováno ve 2. polovině 1. století a nacházelo se na úrovni dnešní ulice Rue Saint-Jacques u č.p. 172 a 174 na nejvyšším bodě hory Sainte-Geneviève. Fórum se rozkládalo od Rue Saint-Jacques k Boulevardu Saint-Michel a od Rue Cujas k Rue Malebranche. Římané také vybudovali přímou silnici na pravém břehu Seiny, která umožňovala přístup do města ze severu a byla vymezena dnešními ulicemi Rue Saint-Denis a Rue Saint-Martin.

## Stavby

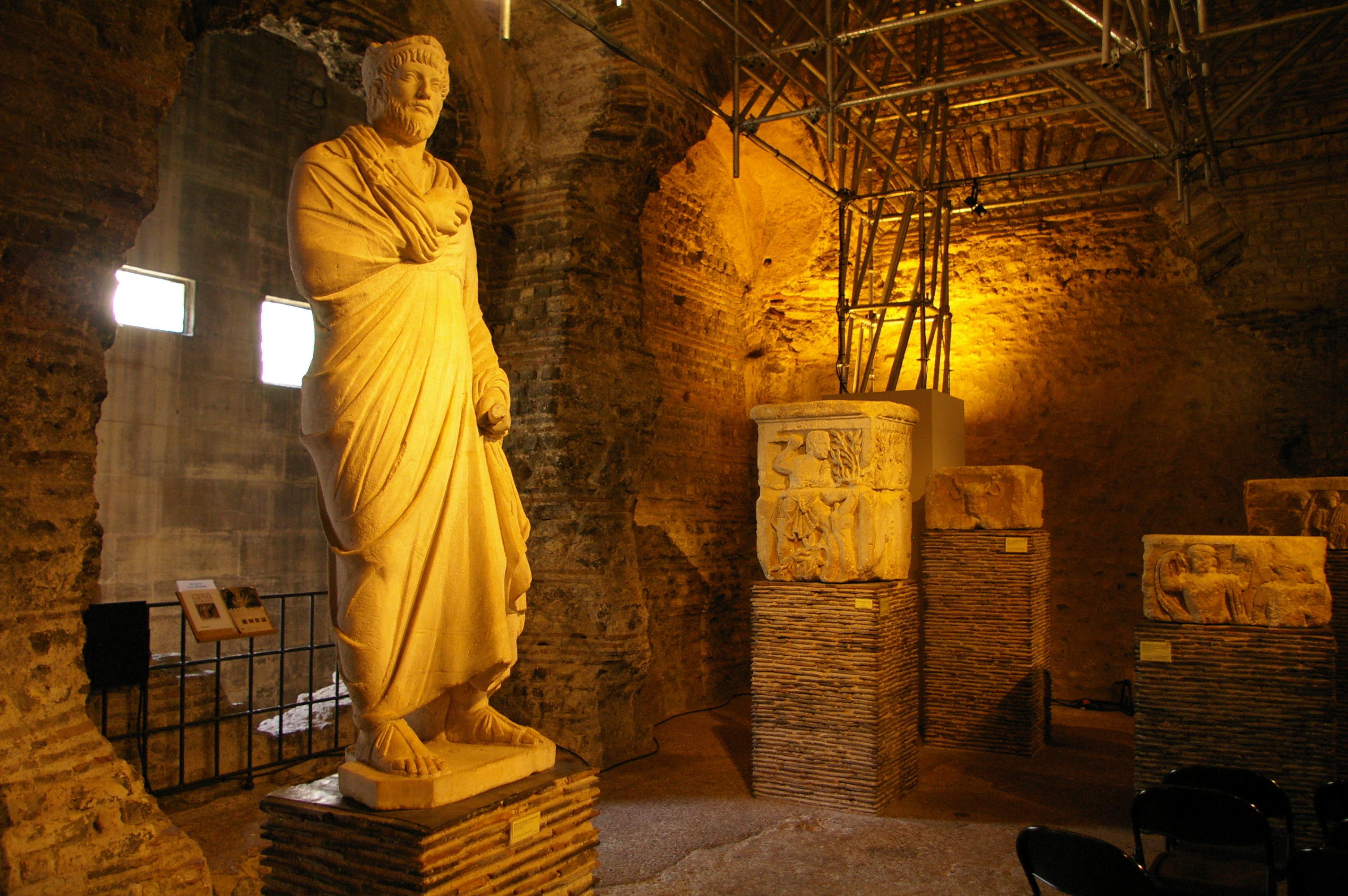
Lázně Cluny

V 1. století byl vybudován amfiteátr, jehož zbytky se dochovaly do současnosti pod názvem Arènes de Lutèce. Jednalo se o kombinaci amfiteátru (obloukové jeviště nazývané cavea s čelní stranou dlouhou 40 metrů) a arény s elipsovitým půdorysem 52 x 46 m určeným pro gladiátorské zápasy.
Lutetia byla také vybavena divadlem pro 3000 diváků. To bylo objeveno v roce 1861 pod lyceem Saint-Louis. Podle rekonstrukce stavba měřila 47 x 72 m. Jeviště měřilo 40 metrů.
Lutetia měla rovněž několik veřejných lázní, které byly napájeny 16 km dlouhým akvaduktem:
- Největší lázně (severní) se dnes nazývají Lázně Cluny, jejich výstavba probíhala ve 2. a 3. století. Jejich pozůstatky lze dodnes vidět jako součást Hôtel de Cluny.
- Východní lázně se nacházely na úrovni dnešní ulice Rue Saint-Jacques.
- Jižní lázně ležely na rohu dnešních ulic Rue Gay-Lussac a Rue Le Goff.

## Sloup převozníků
Nejvýznamnější dochovanou uměleckou památkou z doby Lutetie je tzv. Sloup převozníků nebo také nazývaný Sloup lodníků. Jedná se o soubor pěti kamenných částí oltáře s vyobrazením římských a keltských božstev. Vznikl v době vlády císaře Tiberia (14-37) na počest boha Jupitera a byl nalezen v roce 1710 v základech katedrály Notre-Dame. Dnes je vystaven v Musée Cluny.